# Droga krajowa B109 (Niemcy)
Droga krajowa 109 (niem. Bundesstraße 109, B 109) – niemiecka droga krajowa przebiegająca  z południa na północ z Berlina do skrzyżowania z autostradą A20 na węźle Greifswald na zachód od Greifswaldu w Meklemburgii-Pomorzu Przednim.

## Miejscowości leżące przy B109

### Berlin
Berlin

### Brandenburgia
Schönerlinde, Schönwalde, Basdorf, Wandlitz, Klosterfelde, Zerpenschleuse, Groß Schönebeck (Schorfheide), Golin, Ahlimbsmühle, Milmersdorf, Mittenwalde, Haßleben, Prenzlau, Blindow, Dauer, Göritz, Malchow.

### Meklemburgia-Pomorze Przednie
Rollwitz, Pasewalk, Belling, Wilhelmsthal, Jatznick, Heinrichsruh, Ferdinandshof, Rathebur, Ducherow, Neu Kosenow, Anklam, Ziethen, Karlsburg, Zarnekow, Diedrichshagen, Greifswald, Heilgeisthof, Levenhagen, Griebenow.